# فرهنگ واژگان انگلیسی معاصر لانگمن

محیط نرم‌افزار فرهنگ واژگان انگلیسی معاصر لانگمن، ویرایش پنجم

فرهنگ واژگان انگلیسی معاصر لانگمن، یک فرهنگ لغت انگلیسی به انگلیسی کامل است که ویرایش نخست آن توسط انتشارات لانگمن در سال ۱۹۷۸ میلادی منتشر شد. این فرهنگ لغت پیشرفته، به غیرانگلیسی زبانان کمک می‌کند تا معانی واژه‌های خود را به آسانی به دست آورند. تازه‌ترین ویرایش این فرهنگ لغت، ویرایش ششم، در حال حاضر در دسترس بوده و همراه با یک عدد دی‌وی‌دی، عرضه می‌شود. نسخه دی‌وی‌دی از سال ۲۰۰۴ میلادی از لینوکس  پشتیبانی می‌کند. در طی سال‌های ۲۰۱۴ و 2015 امکاناتی به نسخه آنلاین این فرهنگ اضافه شد از جمله تلفظ بیش از ۸۸۰۰۰ واژگان با تصویر آنان.

## کنترل واژگان مورد استفاده در تعریف مدخل‌ها
این فرهنگ در زمینه کنترل واژگان مورد استفاده در تعاریف مدخل‌ها پیشرو بوده‌است. به طوریکه به عنوان اولین فرهنگ مدرن با تعداد واژگان نسبتاً زیاد به حساب می‌آید که در این زمینه اقدام کرده‌است و برای این کار در ابتدا از ۲۰۰۰ واژه en:General Service Liste استفاده کرد که در ویرایش‌های مختلف این فرهنگ تغییراتی در آن صورت گرفت. امروزه برای زبان آموزانی که یادگیری همین حدود ۲۰۰۰ واژه نیز دشوار است با روش چند لایه‌ای ابتدا می‌توان تنها ۳۶۰ عدد از این واژگان را فراگرفت و سپس با این واژگان سایر ۲۰۰۰ واژه را نیز آموخت.

## امکانات فرهنگ لغت انگلیسی معاصر لانگمن
- بیش از ۲۳۰۰۰۰ لغت و اصطلاح، بیشتر از هر فرهنگ لغت پیشرفته مشابه دیگر
- دارای ۱۶۵۰۰۰ مثال واقعی و پرکاربرد برای یادگیری و فهم بهتر واژه‌ها همراه با تلفظ آن‌ها + ۱۰۰۰۰۰۰ مثال اضافی بر روی دی‌وی‌دی
- تلفظ تمام واژه‌ها به دو لهجه آمریکایی و بریتانیایی
- ارائه مثال‌های متعدد برای کاربرد هر واژه
- معانی واضح برای واژه‌ها تنها با استفاده از ۲۰۰۰ واژه معمولی و پرکاربرد
- بیش از ۱۸۰۰۰ واژه مترادف، متضاد و وابسته + ۳۰۰۰۰ واژه اضافی دیگر بر روی دی‌وی‌دی
- بیش از ۶۵۰۰۰ واژه گروهی + ۸۲۰۰۰ واژه اضافی بر روی دی‌وی‌دی
- حاوی بیش از ۳۰۰۰ واژه پرکاربرد مکالمه‌ای و نوشتاری، به صورت مجزا